# Wassenbergse predikanten

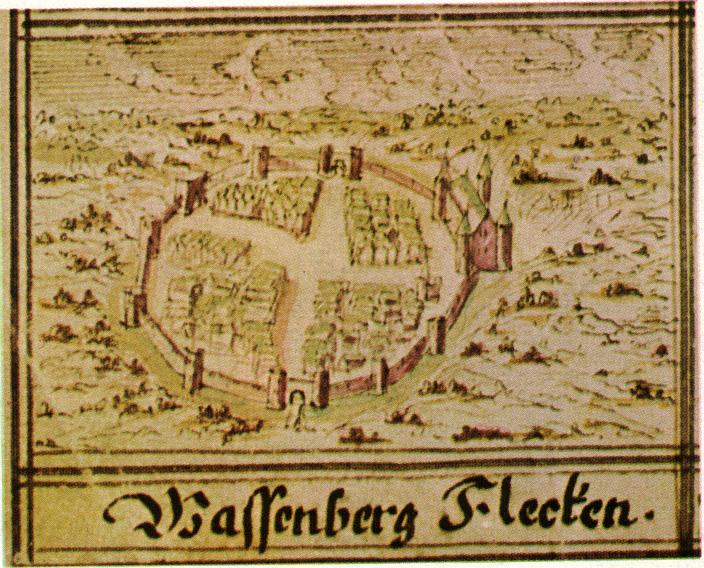
Wassenberg in de 17e eeuw

De Wassenbergse predikanten waren predikanten die tijdens de reformatie de nieuwe leer predikten in het Maasland en door de steeds sterker wordende vervolging moesten uitwijken naar Wassenberg en omgeving, waar zij toevlucht vonden bij de Wassenbergse drost Werner IV van Pallandt en enkele andere heren in het huidige grensgebied van Midden-Limburg en Duitsland. Oorspronkelijk waren zij beïnvloed door verschillende reformatorische richtingen, maar de meesten ontwikkelden zich samen met hun beschermheer steeds meer in de richting van de dopersbeweging. Zij bepleitten niet alleen het avondmaal in twee gedaanten, maar ook de geloofsdoop, enigszins onprecies ook wel volwassenendoop genoemd. Ook de twee meest vooraanstaande predikanten, Hendrick Rol en Johannes Campanus zijn geleidelijk in dat kamp terechtgekomen, zij het uiteindelijk in verschillende richtingen. Toen de Wassenbergse drost werd afgezet en ze ook daar niet meer konden blijven, trokken zij in de jaren 30 naar Münster, waar zij een grote invloed kregen op de anabaptistische opstand. De Wassenbergse predikanten ondergingen in de jaren na 1534 het martelaarschap.

## Het begrip predikant
In het Duitse taalgebied, en daar vooral in de Lutherse kerk, betekent het woord Prädikant „lekenprediker“. De Wassenbergse predikanten zijn daar als „Wassenberger Prädikanten“ bekend. Zij waren echter theologen, die al voor hun overgang tot de reformatie als katholieke geestelijken werkzaam zijn geweest. Het gaat dus om de Nederlandse betekenis van het woord, namelijk professionele protestantse zielzorgers.

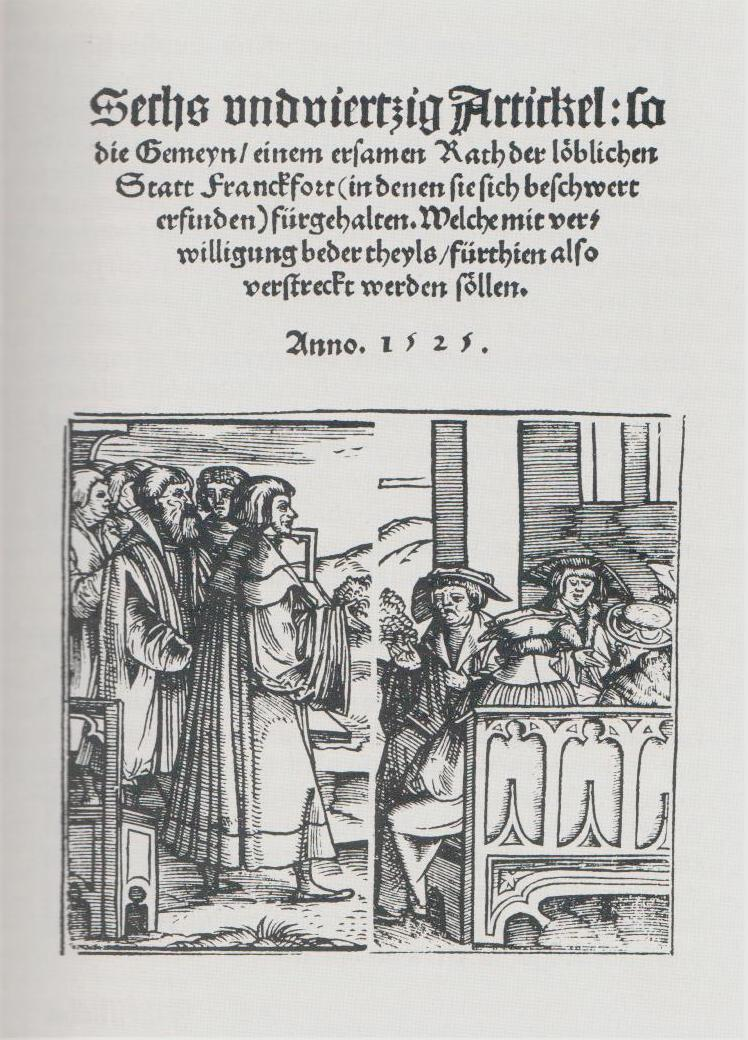
Titelblad van de 46 artikelen van de Frankfurtse gildeopstand in 1525

## Voorgeschiedenis: opkomst van de reformatie in het Maasland
In de jaren twintig van de 16e eeuw bereikte de eerste golf van de reformatie het Maasland tussen Luik en Kleef. Een van de redenen, waarom de reformatie ook bij de bevolking van het Maasland goed aansloeg, noemt een theoloog al in 1503: „Uit verveling over hun ambt vervallen zij in plaats van boeken tot gokken, genotzucht en ontuchtelijk leven, zonder zich iets van de algemene verachting aan te trekken. Het evangelie noemt de weg naar de hemel smal, maar zij maken hem breed en vrolijk.“ In dezelfde tijd, rond 1525, woedde vooral in Zuid-Duitsland de Duitse Boerenoorlog, in Castilië in de jaren 1520 – 1521 de opstand van de comunidades (vrije steden) en de Frankfurtse gildenopstand. In 1533 of 1534 zou in Münster Gerhard Westerburg door de Wassenbergse predikant Hendrick Rol gedoopt worden. Deze was de waarschijnlijke opsteller van een lijst van 46 artikelen, die men de stadsraad op 22 april 1525 gedwongen had aan te nemen, een van de vroegste revolutionaire documenten met eisen op het gebied van mensenrechten, sociaalpolitiek en godsdienstvrijheid. Die opstanden waren sociaal en religieus gemotiveerd geweest en ook in het Maasland welbekend. Voor het gewone volk waren ze een bron van hoop, voor de hogere adel reden tot bezorgdheid. Want ook een deel van de predikers bracht niet alleen nieuwe denkbeelden over godsdienst, maar ook over de misstanden in kerk en maatschappij.

### Theologische ontwikkeling van de predikanten in het Maasland
De eerste predikers die de nieuwe ideeën in het Maasland uitdroegen waren beïnvloed door uiteenlopende theologische richtingen en maakten bovendien zelf een stormachtige ontwikkeling door. Het valt daarom moeilijk uit te maken, in welke tijd zij tot welke richting behoorden. Voor de overheid speelde dat doorgaans geen rol, men maakte nauwelijks onderscheid tussen de verschillende reformatorische stromingen; zij werden gemakshalve allemaal lutheranen of later wederdopers genoemd. De meerderheid van de bevolking leerde de verschillen pas een halve eeuw later kennen. Dezelfde verwarring heerste ook in het prinsbisdom Luik.

Overigens werd de term „wederdopers“ of „anabaptisten“ bedacht door tegenstanders van deze stroming binnen de reformatie zoals Zwingli. In werkelijkheid waren de dopers geen voorstanders van het meer dan eenmaal dopen, maar zij verwierpen (en verwerpen) de kinderdoop als ongeldig. In de woorden van de doopsgezinde Thönis von Hastenrath: Het ging om „de rechte dauff unnd neit wederthauff.“ Maar nu gebruiken zij ook zelf deze term, bijvoorbeeld in de naam „Global Anabaptist Mennonite Encyclopedia“.
In het begin van de jaren 1520 beriepen de predikers in het Maasland zich vooral op Luther, maar onder invloed van een van de belangrijkste latere Wassenberger predikanten, Hendrick Rol, gingen zij vervolgens steeds meer zwingliaanse opvattingen aanhangen. Onder invloed van de sacramentariërs deelden zij het avondmaal onder beide vormen uit en verwierpen een genade brengende werking ervan. Van Hendrick Rol verscheen hierover het boekje De Slotel van dat Secret des Nachtmaels (De Sleutel tot het Mysterie van het Avondmaal). De doop stond nog niet in het middelpunt van de belangstelling. Rol en zijn collega Johannes Campanus waren oorspronkelijk niet volledig doopsgezind, maar zij zijn geleidelijk in dat kamp terechtgekomen. Dit geldt ook de andere predikanten die in de jaren 1530 naar Wassenberg zijn uitgeweken. Maar ook dan nog valt de verscheidenheid van theologische invloeden op te merken in vele verhoren van „wederdopers“, vooral in Maastricht. Eenstemmigheid heerste alleen ten aanzien van enkele zeer centrale punten, zoals de doop en de groeiende afwijzing van degenen, die zij niet als ware Christenen beschouwden. De katholieke kerk, maar ook de lutherse en calvinistische werden als gruwelen gezien, en zichzelf zagen zij als de eerste ware Christenen sinds de tijd van de apostelen, die de ware kerk moesten heroprichten. De eerste in het Maasland die dit idee uitte van het herstel van de kerk der apostelen, en de daarvoor gebruikte term restitutie, was volgens Rembert de Wassenbergse predikant Johannes Campanus. Dat idee stond centraal voor de hele zo geheten „radicale“ vleugel van de reformatie. Campanus schreef in 1531: „De ware kerk heeft 1400 jaar lang niet bestaan. Maar nu is de tijd van de restitutie gekomen.“ Zij wezen een centraal kerkelijk gezag af. Campanus noemde Luther de paus van Saksen. Zij hadden dan ook geen theologisch centrum zoals Wittenberg met Maarten Luther en Genève met Johannes Calvijn en dus ook geen voor allen geldende dogmata. Veel dopers waren bovendien van mening dat ook leken als prediker konden optreden en dopen. De Zwitser Konrad Grebel (1498 – 1526), een leek, was de eerste die dat deed en werd daarom de doopvader genoemd. In feite werd zo het verschil tussen leek en geestelijke opgeheven. Ook sacramentariërs en antitrinitariërs hadden geen centrale leiding en het is onmogelijk tussen deze richtingen scherp te onderscheiden.

### De Maaslandse dopers en de overheid
De houding t.o.v. de overheid speelde ook om deze reden een toenemend belangrijke rol. Zo wist de regering van de verenigde hertogdommen Gulik-Kleef-Berg al ten tijde van de kerkvisitatie in 1533, welke vraag gesteld moest worden wanneer de doopse gezindheid van iemand werd onderzocht: of ook de autoriteiten werden afgewezen. De dopers stelden openlijk het recht van de overheid ter discussie om over gewetenskwesties te beslissen en zij stelden ook eigen vredesrechters aan. Geïnspireerd o.a. door de Waldenzen pleitten zij voor de afschaffing van rente en tienden, zij weigerden eden af te leggen en militaire dienst te vervullen en velen waren ook voor gemeenschap van goederen (in verschillende vormen) zoals die naar hun idee bij de apostelen zou hebben geheerst. De gemeenschap van goederen en de afkeer van de „overheid der heidenen“ waren echter in strijd met de leer van de lekenprediker en profeet van de doperse beweging Melchior Hofmann.

## Toenemende vervolging der dopers

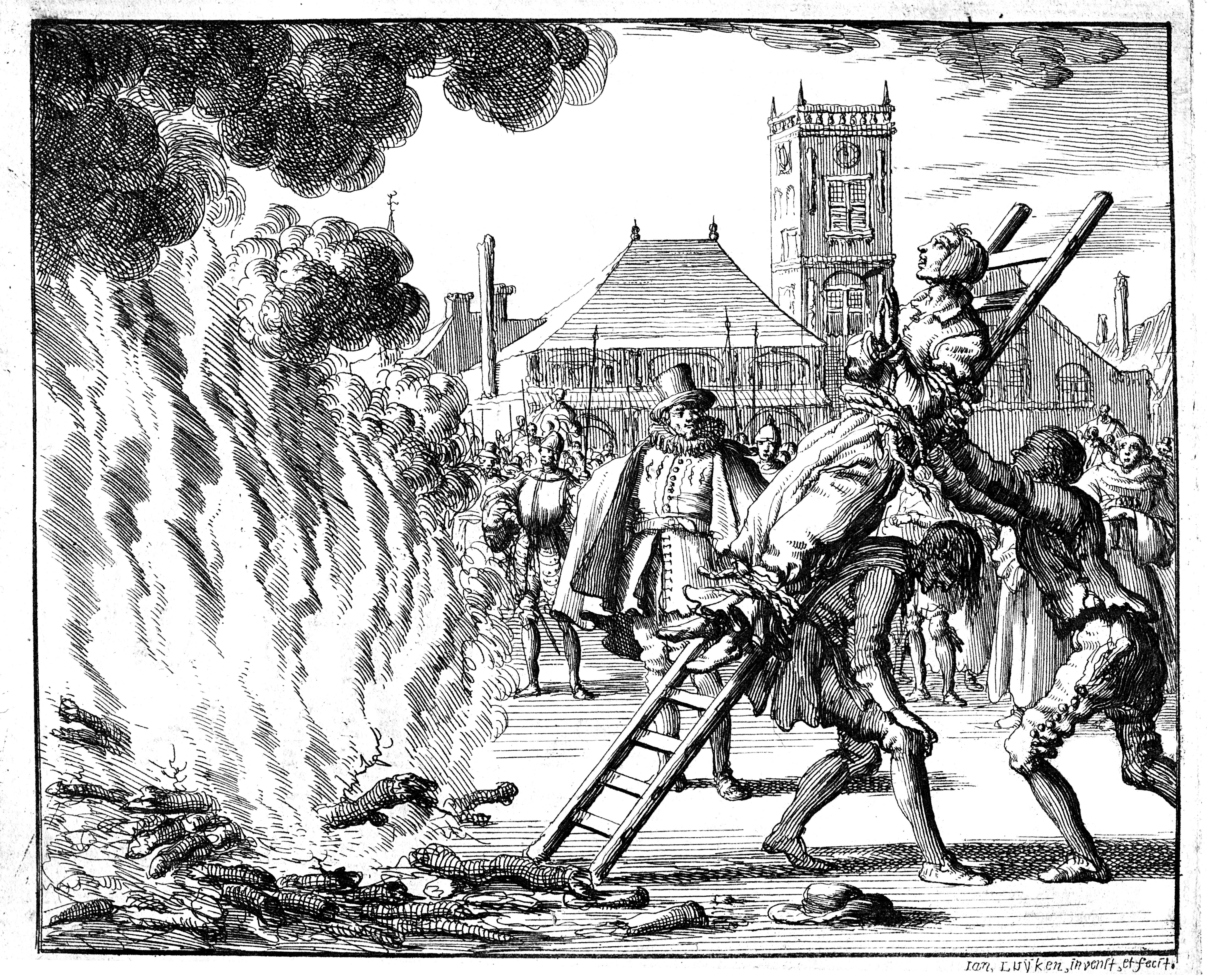
Verbranding van de doperse Anneken Hendriks in oktober 1571

Door hun afkeer niet alleen van de oude kerk, maar ook van de andere reformatoren en vooral van de overheid, werden de dopers in toenemende mate vervolgd, ook in het Maasland.

De historicus Friedrich Nippold schrijft over de oorzaak voor hun toenemende vertwijfeling en woede, dat de „afschuwelijke vervolging“ waaraan „de als misdadigers bestempelde dwepers“ gedurende een aantal jaren waren blootgesteld, „uiteindelijk van de dwepers wel misdadigers heeft moeten maken“. En verder: „Men was nog niet tevreden met de wreedste straf, met de ergste marteling, maar eiste steeds nog hardere maatregelen.“ De Staatsarchivaris van Münster Dr. Ludwig Keller schreef: „Het lag in de aard der zaak, en het wordt bevestigd door contemporaine verslagen van de tegenpartij, dat de schandelijke wreedheden waaraan de heersende klassen van de maatschappij zich tegenover het arme misleide volk schuldig hadden gemaakt, bij de nabestaanden een hartstochtelijk verlangen naar wraak hadden gewekt.“
Overal in het Maasland was de vervolging sinds het midden van de jaren twintig toegenomen. Zo ook in Maastricht, het economische en culturele centrum van het Maasland ten noorden van Luik. De gebeurtenissen in Maastricht en die rond Wassenberg kunnen niet los ven elkaar worden gezien.
Waarschijnlijk waren de Maastrichtse gilden, en zeker die van de smeden, zo algemeen tot het doperdom en verwante richtingen overgegaan, dat ze op hun vergaderingen vrijelijk over geloofszaken konden spreken. Er arriveerden doperse vluchtelingen uit de omringende gebieden, ook uit het hertogdom Gulik. Maar ook in Maastricht bleef de vervolging niet uit. Op 9 december 1528 werd er een boekhandelaar genaamd Adriaan verhoord. Hij werd ervan beschuldigd ketterse boeken te hebben verkocht, zoals vertalingen van het Oude en het Nieuwe Testament. Hij werd gedwongen, de namen van zijn klanten te onthullen. Hiermee begon de grootscheepse vervolging.

## Toevlucht in Wassenberg en omgeving
De verdreven predikanten, op zoek naar een plaats waar ze ongemoeid konden leven en werken, vonden een vriendelijk onthaal in Wassenberg en omgeving. De eerste was Johannes Campanus, die lang voor de anderen aankwam en in 1527 weer vertrok om in Wittenberg te gaan studeren. Hij zou daarna weer terug komen. Eind 1527 vluchtte ook de leraar Hebreeuws, Dietrich Fabritius, die vanuit Wittenberg naar Keulen was gekomen, naar adellijke vrienden in het hertogdom Jülich. In 1528 kwamen meer predikers naar Wassenberg, onder wie Gottfried Stralen, Hendrick Rol en Johan Klopris.

Joseph Badius, zoon van de reformator Johannes Badius (1577-1590 luthers predikant in Keulen) schreef in het jaar 1641: „Het protestantisme is meer dan 100 jaar geleden uitgegaan van deze plaats Wassenberg, toen het land van Wassenberg was verpand aan drost Palandt, een heer van Bredenbendt. Hij had een Van Batenberg als huisvrouw gehad, had zijn domicilie alhier in Wassenberg genomen.“ Er is hier sprake van Werner IV van Pallandt en Breitenbend, die het als humanist zijn plicht vond, mensen te beschermen die een afwijkende mening hadden. Hij was een van de vele vertegenwoordigers van de lagere adel, die voor een deel om politieke redenen, maar zeker ook vanuit principiële overwegingen, met de reformatie sympathiseerden. Uit deze laag van de adel zou bij het begin van de Nederlandse Opstand het Eedverbond der Edelen voortkomen, waarvan het familielid Floris van Pallandt (1539-1598) een van de leiders was. Ook de families van de andere adellijke beschermers van de predikanten zouden met het Eedverbond sympathiseren.
Binnen het „ambt“ Wassenberg, namelijk in Ratheim of Rothem, behoorden ook Johann von Olmissen, ook genaamd Mülstroe, en vervolgens zijn zoon Heinrich op Huis Hall tot de beschermers van de vervolgde predikanten. Zij waren leenmannen van de Wassenbergse drost. De hele familie Olmissen was bekend om zijn doperse gezindheid. Johann had vanaf einde 1531 Gielis van Rothem, een voormalige priester – kapelaan in Höngen (Selfkant) – als huisgeestelijke. Ook de predikant Johannes Campanus leefde na de opstand in Münster bijna twintig jaar bij hem. Daarvoor kreeg hij door de hertog een hoge boete opgelegd.
Hetzelfde gebeurde in enkele andere heerlijkheden in de westelijke punt van het hertogdom Gulik: Born (drost: Willem van Rennenberg) en Millen (drost Goddart van Hanxler), en daar vooral in het bovengenoemde Höngen. In Susteren ging het initiatief van enkele burgers uit. Zij nodigden Dionysius Vinne uit om zich bij hen te vestigen, omdat hun pastoor (bij absenteïsme) te Niel in het Hertogdom Brabant woonde en hun kapelaan hun niet voldeed.
Door deze bijzonder situatie stroomden hun volgelingen in groten getale vanuit het hele Maasland toe, om te kunnen blijven luisteren naar hun predikanten en het avondmaal naar eigen inzicht te kunnen vieren. De verslagen van de verhoren van de talrijke gevangenen in Maastricht en van de kerkvisitatie van 1533 in de verenigde hertogdommen Gulik-Kleef-Berg tonen aan hoe sterk de verbinding was tussen Maastricht en de streek rond Wassenberg, evenals de groeiende invloed van deze Wassenbergse predikanten, die de bescherming van vier plaatselijke heren genoten.

### Theologische ontwikkeling in de Wassenbergse periode
Vanaf het begin van hun Wassenbergse periode ging de discussie vooral om de twee sacramenten, die binnen de reformatie nog werden erkend: avondmaal en doop. Een van de radicaalste afwijzingen van het oude geloof, maar ook van de meningen van Luther en Calvijn, kwam van Hendrik Slachtscaep, die al in Susteren tijdens de Wassenbergse periode over het avondmaal heeft gezegd, „dat het sacrament maar een koekoek is“ (Zie de verhoren in Wesel). De anderen hielden zich daarmee nog bedekt. Volgens Rembert, omdat het volk de oude kerk wel de rug had toegekeerd, maar nog behoefte had aan opvoeding. Hoe dan ook, na hun aankomst in Münster zou die terughoudendheid verdwijnen, zij kregen onmiddellijk een grote invloed en publiceerden gezamenlijk. Daarover hieronder meer.

### De hertogelijke kerkvisitatie en het einde van de Wassenbergse periode
Wassenberg was onderhorig aan het hertogdom Gulik. In de verenigde hertogdommen Gulik-Kleef-Berg werd tussen 1521 en 1567 een eigen kerkelijke hervormingspolitiek uitgevoerd. Daarmee was begonnen onder hertog Johan III van Kleef („de vredelievende“) door een kring van humanisten aan diens hof rond Konrad Heresbach, die nauwe betrekkingen onderhield met Desiderius Erasmus en Philipp Melanchthon, maar ook met de drosten van Wassenberg en Born. De in 1532 uitgevaardigde kerkorde wordt beschouwd als een getuigenis van de Rijnlandse reformatorisch-katholieke middenweg, waarin pastorale en disciplinaire doelen werden nagestreefd en controversiële theologische fronten werden vermeden.
Maar in tegenstelling tot de bemiddelende houding van de hertogen tussen katholicisme en lutheranisme was hun tolerantie t.o.v. de dopers veel minder sterk. Aanvankelijk had hertog Johan III ook de verdienstelijke Wassenbergse drost Van Pallandt zijn gang laten gaan, maar door de steeds duidelijker wordende houding van de dopers t.o.v. het wereldlijk gezag en ook door de dreigende ontwikkelingen in Münster voelde hij zich genoodzaakt in te grijpen. Hij was al lang van plan een kerkvisitatie te organiseren. Zijn doel was een hervorming die zowel de katholieke Kerk als ten minste de lutheranen tevreden zou stellen en tegelijk de dopers zou inperken. Op 29 oktober 1532 kwamen de hertogelijke raadslieden voor dit doel bijeen in Düsseldorf. Zij bevalen de hertog aan, vooral streng tegen de hagenprekers (Winkelprediger) op te treden, dus niet tegen de lutherse predikanten. In de vier territoria (Gulik, Kleef, Berg en Mark) zou de kerkelijke toestand, van plaats tot plaats, ernstig worden onderzocht. In elk domein moesten de drost en de leden van de ridderschap, de schout en de schepenen, en de kerkmeesters worden opgeroepen om onder andere te getuigen over de plaatselijke geestelijkheid, over hun leer en hun leven, hun ambtsuitoefening en hun verhouding tot het kerkelijk gezag. De drost Werner van Pallandt protesteerde tegen deze maatregel, omdat naar zijn mening de overheid zich niet met persoonlijke zaken zoals het geloof mocht bemoeien. Een voor die tijd ongehoord standpunt. Hij werd in oktober 1532 eervol ontslagen en de predikanten moesten het „Land van Wassenberg“ verlaten. De predikant Johan Klopris gaf later aan, dat de drost hem bij zijn afscheid „zwene Wagen gethain und dazu XX gulden gegeben” heeft. Een gulden was een dure gouden munt. Waarschijnlijk kregen dat ook de andere predikanten.
De visitatie werd vervolgens uitgevoerd zoals gepland. In de vijf tot het bisdom Luik behorende „ambten“ (Brüggen, Wassenberg, Born, Millen en Heinsberg) van het hertogdom Gulik vond het onderzoek plaats van 17 tot 26 juni 1533. Bij de verhoren in het kader van deze kerkvisitaties in 1533 bleek dat in het westen van het hertogdom Gulik 725 van de 738 inwoners „onkerkelijk“ waren. Of, anders uitgedrukt: dat ze niet katholiek of luthers waren. Men liet de Wassenbergse predikanten vertrekken, maar ze werden vogelvrij verklaard. Die meesten vluchtten naar Münster. Hetzelfde geldt voor velen van hun volgelingen.

## Herenigd in Münster
In Münster was de reformatie in volle hevigheid begonnen. Het lutherse stadsbestuur wilde alle kerken, met uitzondering van de kathedraal en de kloosters en conventen, overdragen aan protestantse predikanten. Maar daar ontbrak het aan en zo waren ook de Wassenbergse predikanten aanvankelijk zeer welkom. Ze kregen er samen met de tot dan toe lutherse Bernhard Rottmann een beslissende invloed op de ontwikkeling. Aan het avondmaal kenden zij slechts een herdenkingskarakter toe en de kinderdoop werd resoluut afgewezen. Uit de versmelting de leer van Melchior Hofmann met die van de Wassenbergers ontstond een nieuwe leer, waarvan Bernhard Rottmann een enthousiast en vakkundig vertolker werd. Op last van het lutherse stadsbestuur werd op 7 en 8 Aug. 1533 een twistgesprek gehouden tussen de Wassenbergse predikanten aan de ene en de lutheranen en katholieken aan de andere kant. Een belangrijk onderwerp was de doop, er werd onder andere gesproken over het geschrift van Rol dicta de paedobaptismo, waarbij Rottmann de woordvoerder van de dopers was. Ook Campanus’ begrip van de restitutie – het herstel van de kerk der apostelen – zou door Rottmann worden overgenomen, wat eveneens de sterke invloed toont van de Wassenbergse predikanten op de ontwikkeling in Münster, die een zo noodlottig beloop zou krijgen.
Op 6 november 1533 werden de Wassenbergse predikanten door het stadsbestuur gedwongen Münster te verlaten, maar begin 1534 waren zij er weer terug. De eerste afgezanten van de profeet Jan Matthijs uit Haarlem arriveerden in Münster op 5 januari 1534. (De profeet Melchior Hofmann zat sinds 1533 tot aan zijn dood in Straatsburg gevangen.) Deze afgezanten dienden aan Bernhard Rothmann en de Wassenbergse predikanten op dezelfde dag de volwassenendoop toe en dezen begonnen vervolgens talrijke burgers te dopen. In principe erkende de „ware gemeente des Heren“ geen zogenaamde geestelijke stand, wel het priesterschap van elke gelovige. Maar hoewel de predikanten in Münster, ook die uit Wassenberg, voorstanders van het Anabaptisme waren, deinsden ze in meerderheid voor deze consequentie terug. Zo is binnen Munster de doop alleen door predikanten bediend, zoals een van de „Wassenbergers“, Dionysius Vinne, uitdrukkelijk in het door hem ondergane verhoor verklaart.
Op 30 januari stond de raad van Münster volkomen vrijheid van godsdienst toe. Ook Jan van Leiden kwam midden januari 1534 naar Münster als afgezant van Jan Matthijs. Hij vestigde zich bij Knipperdolling, waar waarschijnlijk ook de „Wassenberger“ Rol al woonde. Vermoedelijk is hier het conflict begonnen, dat in februari zou leiden tot een volledige breuk tussen de twee daarvóór nauw samenwerkende predikanten Rol en Rottmann. Waar dat over ging, blijkt het duidelijkst uit wat Jan van Leiden daarover in het verhoor heeft gezegd, dat er ettelijke waren gekomen en hadden gezegd, dat ze het verdriet niet konden uithouden en naar hun vrienden wilden vertrekken … en dat ze daarom geen haar beter waren dan Rol en dat soort landsknechten (doelend op het volk van de bisschop): Es weren wol etzliche kummen und gesacht, sie kunten den kummer nit liden, begerten, zu iren frunden zu tzehen, und wolten in alles best doin nach irem vermoeghen. Aber weiss nit, wie die sein, anders dan Hinricus Rollius und sunst andere lantzknecht.
Rol was door zijn onenigheid met Jan van Leiden in ongenade gevallen. Op 21 februari 1534 werd hij uitgezonden als apostolische boodschapper. In februari 1534 kwam Jan Mathijs zelf naar Münster.
Naar Wassenberg werd Jacob von Ossenbruch gestuurd, die bekend was met het gebied. Klopris tekende voor hem van tevoren een kaart van de weg daarheen. Hij gaf hem ook een brief aan de afgezette drost Pallandt mee. Daarin beschreef Klopris de „gebeurtenissen van wereldbelang“ in Münster. Pallandt gaf aan dat hem die verhalen bevielen: „das diese ding ihm fast wol haven gefallen“. Jacob von Ossenbruch predikte op vele plaatsen in het gebied rond Wassenberg en Heinsberg en spoorde zijn toehoorders aan naar Münster te gaan, naar het „Nieuwe Jeruzalem“, waar alleen redding te vinden zou zijn; want op Pasen 1534 zou de hele wereld door God gestraft worden, slechts een tiende van de bevolking zou overleven. Zo slaagde hij erin „40 rechtvaardigen“ (volgens Mathias Schoenen 140) te winnen voor de tocht naar Münster. De reis ging vanuit Wassenberg naar Neuss, om daar op 28 februari 1534 per schip de Rijn over te steken. Zij werden aan de andere kant gearresteerd. De meesten van hen stierven later de marteldood. Volgens Nanne van der Zijpp (Global Anabaptist Mennonite Encyclopedia Online) werden zij op 20 februari 1534 gearresteerd.
Ook in Amsterdam en op veel andere plaatsen werd in maart 1534 een oproep aangeplakt, um te trecken na dat niewe Jerusalem, een staedt der behoudinge der hylighen, want Goodt die wil de werelt straffen en dat niemant onder den draek deser werlt vrij sal weessen of bliven mach off hij wort verslonden, het sij met lichamelicken doot ofte met geestelicken doot; daeromme niemant en versuime meede te trecken.
Op 28 februari 1534 begon de verdreven prins-bisschop Frans van Waldeck met de belegering van de stad. De nog aanwezige Wassenbergse predikanten en Rothmann namen de chiliastische ideeën van Hoffman en Matthijs over. Volgens velen betekende dat de afschaffing van privéeigendom, die zij uit de Handelingen van de apostelen 2:44 afleidden. Hun chiliasme en hun religieuze communisme raakten op die manier met elkaar verweven. De predikanten zouden er bij hun aanhangers op aangedrongen hebben, schuldbekentenissen te verbranden en al het geld aan de gemeente af te dragen. Deze ontwikkeling verschilt sterk van die in andere doperse richtingen.
Toen eind februari 1534, vlak voor het begin van het beleg, de niet-gedoopten uit Munster werden verdreven, meenden Rothmann en de predikanten dat de volmaakte liefdesgemeenschap was bereikt: Dan wir haben gemeinschaft der libe, wie es sich geperet und hehert und die schrift meldet, ach des cristlichen glob ens artickel mitpringen, und (under?) ein ander, das wir mit Davit megen spreichen, ps. 32: sie wi Fein und liplich ists, das die pruder mit ein ander wonen". Jan van Leiden interpreteerde dit als oproep tot polygynie (veelwijverij). Vrijwel zeker is, dat aanvankelijk allen weigerden in zijn ideeën over het huwelijk mee te gaan. Die weerstand brokkelde af, maar tegelijk nam het wederzijdse wantrouwen in de leiding van de opstand toe, tussen Berend Knipperdolling en Jan van Leiden, maar ook jegens de Wassenbergse Predikanten.

## Uitzending en marteldood
Medio oktober liet de nieuwe profeet Johann Dusentschuer (= Duizendschuur, goudsmid uit Warendorf) 28 apostelen uitzenden in alle vier windrichtingen, te beginnen met de steden Soest (Duitsland), Osnabrück, Warendorf en Coesfeld, om het Rijk van de Vrede te verkondigen. Onder deze 28 apostelen waren alle Wassenbergse Predikanten behalve Rol, die al eerder was weggestuurd. Johan Klopris, die op 13 oktober 1534 samen met Gottfried Stralen en vijf anderen naar Warendorf werd uitgezonden, zei daarover in het verhoor: „Das Usschicken der Predicanten war ein wunderliches Usschicken, weil wir nur eine Stunde Zeit bekamen, bis wir schon reisen mußten“. „Het uitzenden van de predikanten was een wonderlijk uitzenden, want we kregen maar een uur voordat we moesten vertrekken“. De poging om de omgeving van Münster te bekeren en het beleg te verzwakken mislukte volledig. Van deze uitgezonden apostelen heeft niemand lang overleefd. Alleen in Warendorf hadden de wederdopers een week lang (14–21 oktober 1534) de stad in handen, maar zij werden snel verslagen door het bisschoppelijk leger. Johan Kloprys en Gottfried Stralen werden, als „kurkölnische“ onderdanen, aan het Keurvorstendom Keulen uitgeleverd en daar op 1 februari 1535 in Brühl op de brandstapel gebracht. Hun metgezellen werden ter plaatse spoedig onthoofd. Ook in de andere plaatsen werden de apostelen onmiddellijk na hun aankomst gearresteerd. Van de 28 afgezanten overleefde alleen Heinrich Graess, die afzwoer toen hij in Osnabrück werd gearresteerd. Campanus was niet naar Münster meegegaan en kon uitwijken naar Johann von Olmissen. Deze en zijn zoon Heinrich gaven hem gedurende 19 jaar asiel op huis Hall, maar Campanus werd in 1553 toch gearresteerd vanwege zijn aankondiging van het spoedige einde van de wereld en verbleef 20 jaar in een kerker van hertog Wilhelm V., voordat hij rond 1575 stierf.
In diezelfde maand oktober 1534 publiceerde Rottmann zijn bewerking van de Restitutie van Campanus: Eyne Restitution odder eine Wedderstellinge rechter unnde gesunder christliker Leer, Gelovens unde Levens uth Godes Genaden durch de Gemeinte Christi tho Munster an den Dach gegevenn (Een restitutie ofwel een herstel van de rechte en gezonde christelijke leer, geloof en leven uit Gods genade, door de gemeente van Christus te Münster uitgegeven). Met geen woord wordt daarin Campanus vermeld.
In december 1534 verscheen van de hand van Rothmann een boekje „Wraak“ („Eyn gantz troestlick Bericht van der Wrake vnde Straffe des babilonischen Gruwels, an alle waren Israeliten vnd Bundtgenoten Christi, hir vnde dar vorstroyet, durch die Gemeinte Christi tho Munster“) Het zou het meestgelezen „boexken“ van het doperse Münster worden. Daarin werden alle kinderen Gods opgeroepen, om deel te hebben aan de strijd en het komend geluk. Jan van Leiden zorgde onmiddellijk voor een zeer ruime verspreiding van deze wraakkreet.
Misschien heeft geen van de geschriften die toen in Münster zijn uitgegeven, zulk een verspreiding en uitwerking gehad als dit boekje over de wraak.

## Ontwikkeling na Münster
Op 24 juni 1535, na meer dan een jaar belegering en uithongering, viel de stad weer in de handen van de prins-bisschop. Na het neerslaan van de opstand begon overal waar de dopers een aanzienlijke aanhang hadden, een bloedige vervolging, ook in het hertogdom Gulik. Tot medio 1536 heeft de scherprechter maandenlang zijn bloedig werk in de verschillende districten van het hertogdom verricht. Ondanks het slechts zeer langzame afnemen van de vervolgingen van de dopers, bleven er in het hele noordwesten van Duitsland maar ook in de streek rond Wassenberg nog lange tijd dopers over. Door de bijzondere positie van de „ambten“ en heerlijkheden en door de menslievendheid van vele regionale edelen was het mogelijk dat de dopers, vooral de gematigde doopsgezinden, zich in het Hertogdom Gulik nog lang staande konden houden, terwijl in de naburige landen in oostelijke richting reeds lang ieder spoor verdwenen was. Volgens de Nederlandse historicus en diplomaat Lieuwe van Aitzema, geciteerd door de historicus Robert Fruin, was bijvoorbeeld de meerderheid van de vissers in Visserweert nog in 1628 doopsgezind. Het waren voor een deel voormalige haringvissers die door de kapers van Duinkerken hun beroep op de Noordzee niet meer konden uitoefenen, omdat zij als doopsgezinden pacifisten waren die geen wapens op hun schepen duldden. Deze doperse gemeente is door Menno Simons bezocht en misschien ook wel gesticht. Niet toevallig hebben zij zich juist daar gevestigd. In het ambt Born woonden nog in 1575 waarschijnlijk 18 doperse families.

## Belangrijkste vertegenwoordigers

### De Wassenbergse Predikanten
De volgende predikanten worden onder de verzamelnaam Wassenbergse Predikanten genoemd:
- Hendrick Rol of Rollius (* ca. 1500 in Grave aan de Maas, † eerste helft van september 1534 in Maastricht), voormalig lid van de karmelietenorde. Kwam in 1528 naar Wassenberg. Bij zijn tijdgenoten heette hij ook wel, naar de plaats van zijn eerste reformatorische werkzaamheid in het Maasland, Hendrik van Wassenberg. Hij werd ook wel genoemd Hendrik de Hollander of Henrick Vandergrave (of a Gravia), naar zijn geboorteplaats Grave.[64] Hij wordt soms verwisseld met Hendrik van Hilversum. Hij kwam in Münster in conflict met Jan van Leyden. Werd op de brandstapel terechtgesteld op het Vrijthof in Maastricht.
- Johannes Campanus ofwel Jan van Kempen (* ca. 1500 in Maaseik, † ca. 1575). In de jaren 1529 en 1530 kwam hij in conflict met Luther en heeft daarom in Wittenberg enige tijd gevangen gezeten. Vooral als antitrinitariër kreeg Campanus bekendheid. In 1531 werkt Campanus opnieuw in de buurt van Wassenberg, bij Heinrich von Olmissen, maar werd daar in 1553 gearresteerd en stierf na twintig jaar gevangenschap (te Kleef?). Hoewel hij niet is meegegaan naar Münster, wordt hij toch tot de Wassenbergse predikanten gerekend, omdat hij inderdaad in het Land van Wassenberg actief is geweest, maar vooral ook vanwege zijn grote theologische invloed op de andere Wassenbergse predikanten.
- Johannes Kloprys of Kloppreis (* ca. 1500 in Vest Recklinghausen, † februari 1535 in Brühl bij Keulen). Nadat hij in 1528 of 1529 uit de gevangenis van de aartsbisschop en keurvorst van Keulen was bevrijd kwam hij naar Wassenberg. Vanuit Münster in 1534 uitgezonden als „apostel“ naar Warendorf. Terechtgesteld in Brühl op de brandstapel tegelijk met Gottfried Stralen.
- Godfried Stralen of Godfried Nyenhoven (* ca. 1500 in Geldern, † februari 1535 in Brühl) geëxecuteerd op de brandstapel. Hij kwam in 1528 naar Wassenberg, net als Rol en Kloprys. In Münster was hij predikant aan de Überwasser-kerk. In oktober 1533 was hij een van de opstellers van de Bekentnisse van beyden Sacramenten. Met Klopreis werd hij in 1534 als apostel naar Warendorf gezonden en op 1 februari 1535 samen met hem in Brühl op de brandstapel ter dood gebracht.[65]
- Dionysius Vinnius of Vinne (* ca. 1500 in Diest in Brabant, † herfst 1534 in Osnabrück), vriend van Campanus, met wie hij op 19 december 1528 als student Wittenberg was ingeschreven. Pastoor geweest te Aldeneik bij Maaseik, hoewel hij toen al tot de reformatie was overgegaan. Naar Wassenberg gevlucht voor de vervolging in het prinsbisdom Luik.[66] Werkzaam als predikant in Susteren en Höngen, samen met Slachtscaep. Met Stralen werd hij na 17 september 1532 predikant aan de Überwasserkirche in Münster. Als apostel uitgezonden naar Osnabrück, waar hij is terechtgesteld op de brandstapel.[67]
- Hendrik Slachtscaep (* 1470 in Tongeren, † herfst 1534 in Soest (Duitsland) onthoofd). Ook hij was tevoren priester geweest. Hij kwam uit Tongeren (Prinsbisdom Luik), waardoor hij ook Hendrik van Tongeren werd genoemd.[68]
- Herman(n) Staprade (* ca. 1500 in Mörs, † onbekend). In Mörs was hij zeer waarschijnlijk priester. Leerling van Rollius, maar er is niets bekend over contacten vóór Münster. Vanaf 1533 was hij in Münster verbonden aan de St. Lambertuskerk. Hij was daar de eerste die de kinderdoop afwees. Hij schijnt gedreigd te hebben met een opstand als de kinderdoop zou worden voortgezet, hetgeen hij later echter heeft ontkend[69] en moest waarschijnlijk om die reden met Rol, Kloprys, Vinne en Stralen onder vrijgeleide de stad verlaten. Dit toont aan, hoe zeer hij in Münster in de groep der Wassenbergers geïntegreerd was. Rothmann kon echter blijven.[70] Op 5 januari 1534 was ook Staprade terug in Münster en was een van degenen die door de afgezanten van de profeet Jan Matthijs uit Haarlem werden gedoopt. Over zijn latere lotgevallen is weinig bekend.[71]
- Gys (Gisbert) van Breberen, beter bekend als Gielis van Rothem ofwel Ratheim (bij Hückelhoven) (* in Breberen, † 10 juli 1557 in Antwerpen onthoofd). Dit Rothem heeft behalve de naam niets te maken met het Rothem bij Maastricht. Voormalig kapelaan in Höngen (Selfkant), waar hij samenwerkte met Jan Stevens. Vanaf eind 1531 was hij huisgeestelijke van boven genoemde Heinrich von Olmissen genaamd Mülstroe in Ratheim. Hij trouwde met Gertruidt Valkenborch, een non uit het klooster De Nieuwenhof in Maastricht[72] Werd op 28 februari 1534 tegelijk met 140 anderen gevangen genomen op weg naar Münster, maar redde zijn leven door om gratie te vragen. Hij werd in Antwerpen weer gearresteerd en aldaar onthoofd en niet verbrand, omdat hij aangaf, zijn oude geloof weer te hebben aangenomen.
- Jan Stevens, voormalig koster aan de katholieke kerk te Höngen bij Sittard. Zijn baas was daar de boven genoemde Gys van Breberen. Hij werd waarschijnlijk door Dionysius Vinne gewonnen voor de reformatie[73] Hij was de enige onder de Wassenberger predikanten zonder academische theologische opleiding en dus een lekenprediker.

De historicus Heribert Heinrichs spreekt van een lange rij van theologische rebellen en noemt behalve de bovenstaande namen, van wie hij Campanus, Klopreis, Schlachtscaep, Vinne en Rol de „harde kern“ noemt, en verder de volgende personen: Hendrik van Roermond, Nicolaas van Weert, Hendrik van Herkenbosch, Jakob van Weert, Hermes Aich, Johannes van Echt, Jacob en Petrus van Ossenbroich/Ossenbruch, Peter van Dremmen, Piet van Swalmen, Johannes van Heerlen „en vele anderen“.

### Beschermers en medestanders
- Werner IV van Pallandt of Palant (* ca. 1480, † voor 1 maart 1557), tot 1532 drost van het Gulikse ambt Wassenberg. Was als zodanig de belangrijkste beschermer van de Wassenberse predikanten.
- Willem van Rennenberg, volledig: Willem II Graaf van Rennenberg (* ca. 1470, † 18 juli 1545 in Zuylen), sinds 1506 drost van het „ambt“ Born, dat aan Wassenberg grensde en bovendien „ambtman“ van Kempen. Hij was een neef van aartsbisschop Hermann van Keulen. De moeder van zijn eerste vrouw Katharina was dochter van Alveradis van Palant. Waarschijnlijk was hij calvinist, maar hij beschermde ook de dopers in zijn gebied. Hij is, net als zijn ambtgenoot te Wassenberg, vóór de kerkvisitatie van 1533 ontslagen als drost van Born.[75]
- Johann von Olmissen en zijn zoon Heinrich genaamd Mülstroe op Huis Hall in Ratheim bij Hückelhoven hebben eind 1531 de voormalige kapelaan van Höngen, Gys von Rothem (Ratheim) toevlucht verleend,[76] evenals aan Johannes Campanus, gedurende bijna 10 jaar na het neerslaan van de opstand in Münster.[77]
- Willem van Vlodrop, in de Duitstalige bronnen Wilhelm von Vlodorff, pandheer van Grevenbicht bleef in zijn ambt en zo werd Grevenbich vooral na de val van Münster een toevluchtsoord,[78] terwijl overal de heftige vervolging van anabaptisten losbarstte, die 40 jaar zou duren.[79]
- Adolf Clarenbach (* ca. 1497 bij Lüttringhausen, † september 1529 in Keulen op de brandstapel) was luthers predikant. Toen zijn vriend en toen nog eveneens lutherse Johan Kloprys moest voorkomen voor een kerkelijke rechtbank in Keulen, begeleidde hij deze. Daar werden Kloprys en Clarenbach zelf op 3 april 1528 gevangen genomen. Kloprys wist te ontsnappen, maar Clarenbach werd na anderhalf jaar gevangenschap samen met een andere geloofsgenoot, de „ketter“ Peter Fliesteden, op 28 september 1529 ter dood gebracht.
- Gerhard Westerburg (* rond 1490 in Keulen, † 1558 in Dykhausen bij Neustadtgödens) nam deel aan de opstand van de gilden in Frankfurt op 17 april 1525. Hij schreef waarschijnlijk mee aan de „46 artikelen“, een samenvatting van de standpunten van de Reformatie en van burgerrechten en sociaal-politieke eisen. Liet zich in Münster dopen door Hendrick Rol. Kon ontsnappen aan de golf van arrestaties die in de zomer van 1534 begon.
- Johann Dusentschuer (Duizendschuur), (rond 1500 in Warendorf, † 23 oktober 1534 in Soest (Duitsland)). Goudsmid.[80][81] In Münster werd hij als profeet beschouwd en zond als zodanig de 28 „apostelen“ uit, waartoe alle aanwezige Wassenbergse predikanten en ook hij zelf behoorde. Hij werd na die uitzending te Soest gearresteerd en met zijn gezellen op 23 oktober 1534 onthoofd.[82]
- Heinrich Graess, voormalig schoolmeester uit Borken, was de enige van de 28 „apostelen“ uit Münster die overleefde, omdat hij overliep en militaire geheimen verraadde aan de „bisschoppelijken“ nadat hij in Iburg bij Osnabrück was gearresteerd.[83] (Zie ook Kasteel en Benedictijnerabdij Iburg, Wederdopers in de Benno-toren)

## Gezamenlijk document
- Bekenntnisse von beyden Sacramenten, Doepe vnde Nachtmaele, der Praedicanten tho Munster. 1533 (door Bernhard Rottmann, mede ondertekend door Roll, Klopreis, Vinne, Staprade und Stralen)